# 琼格拉德
琼格拉德是匈牙利琼格拉德州的一座城市，面积173.89平方公里，人口18,937人（2001年）。

## 名人
- 米洛什·茨尔年斯基：塞尔维亚作家